# Orbita Wiru

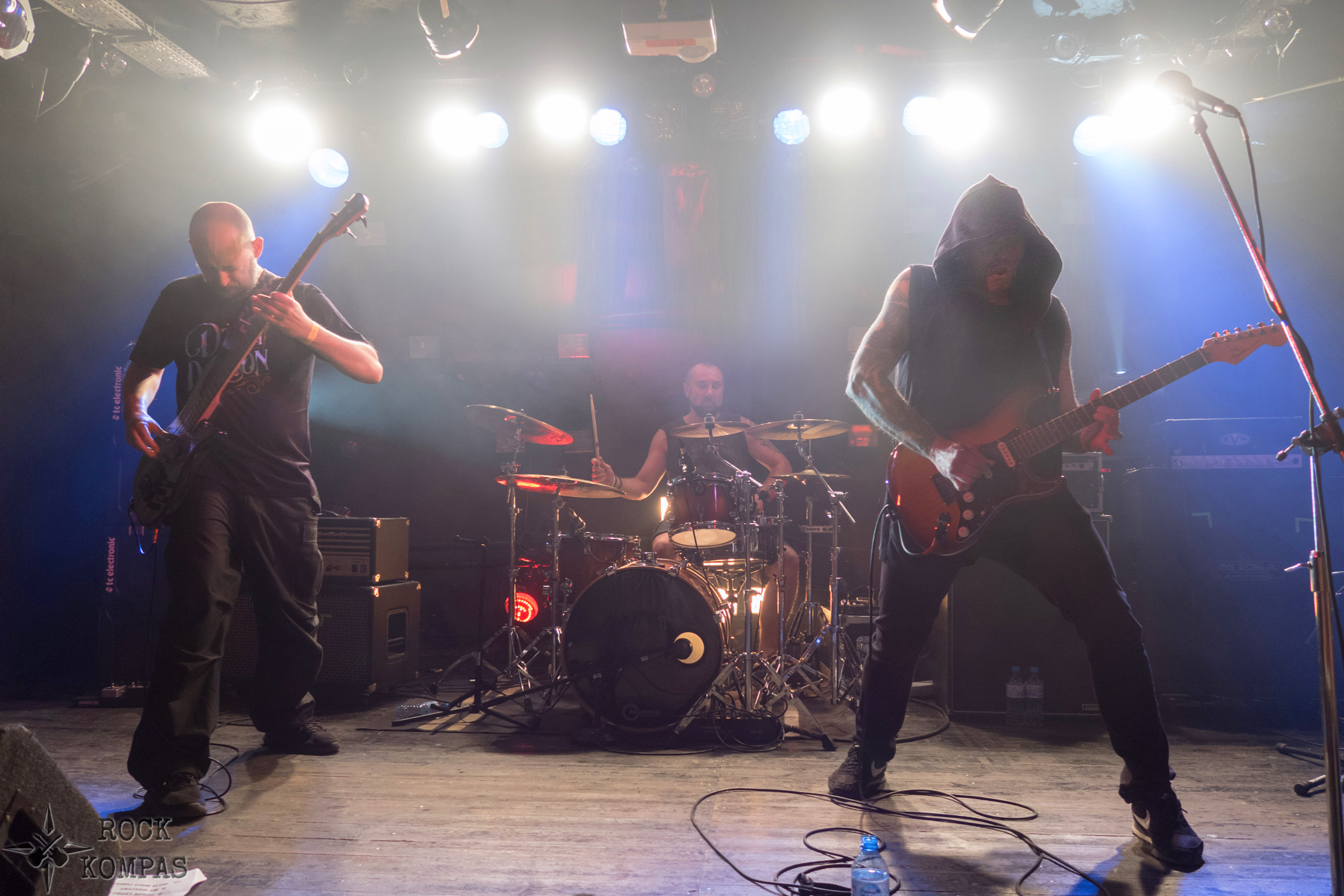
Orbita Wiru (2019)

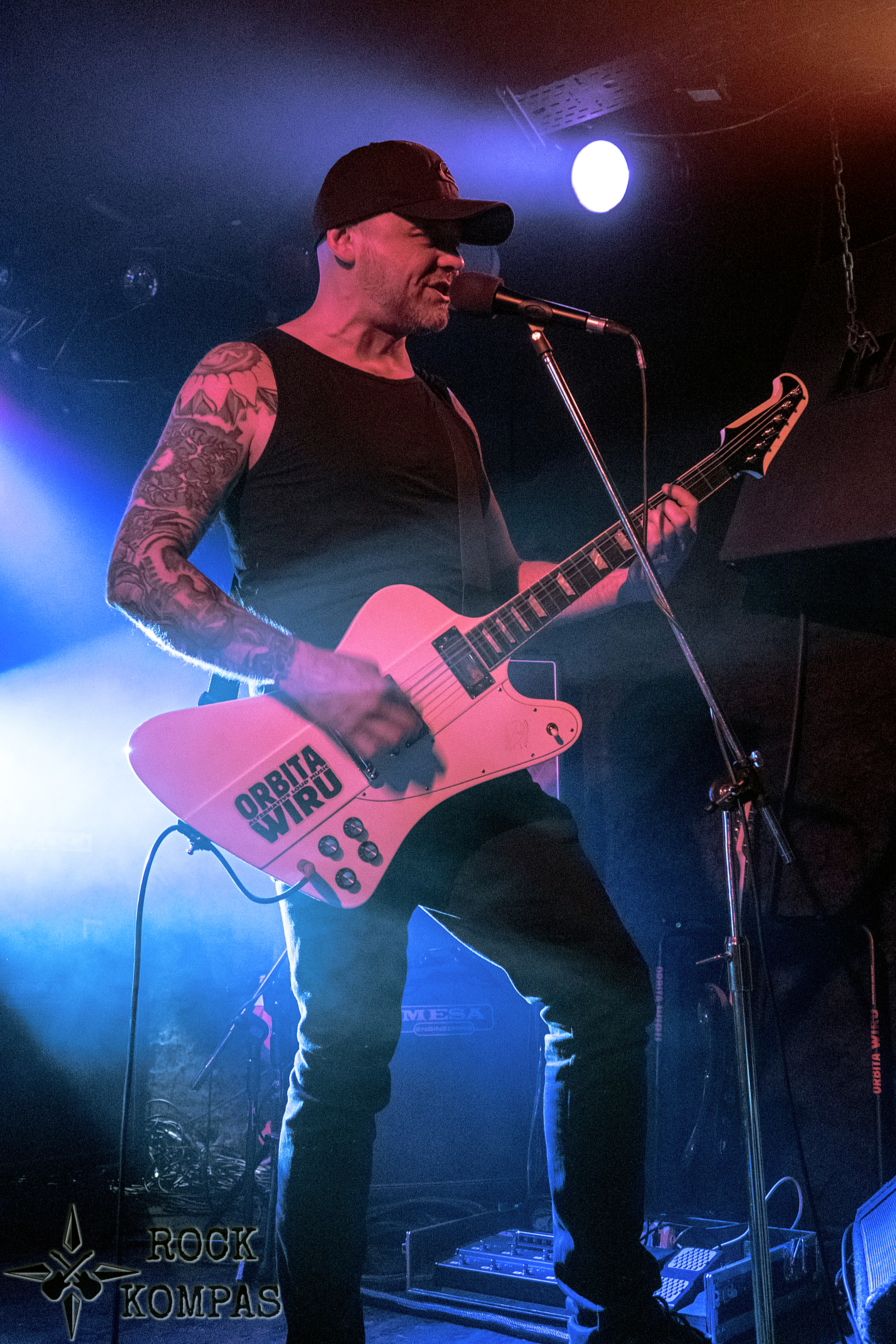
Tomasz Serwatko (Orbita Wiru)

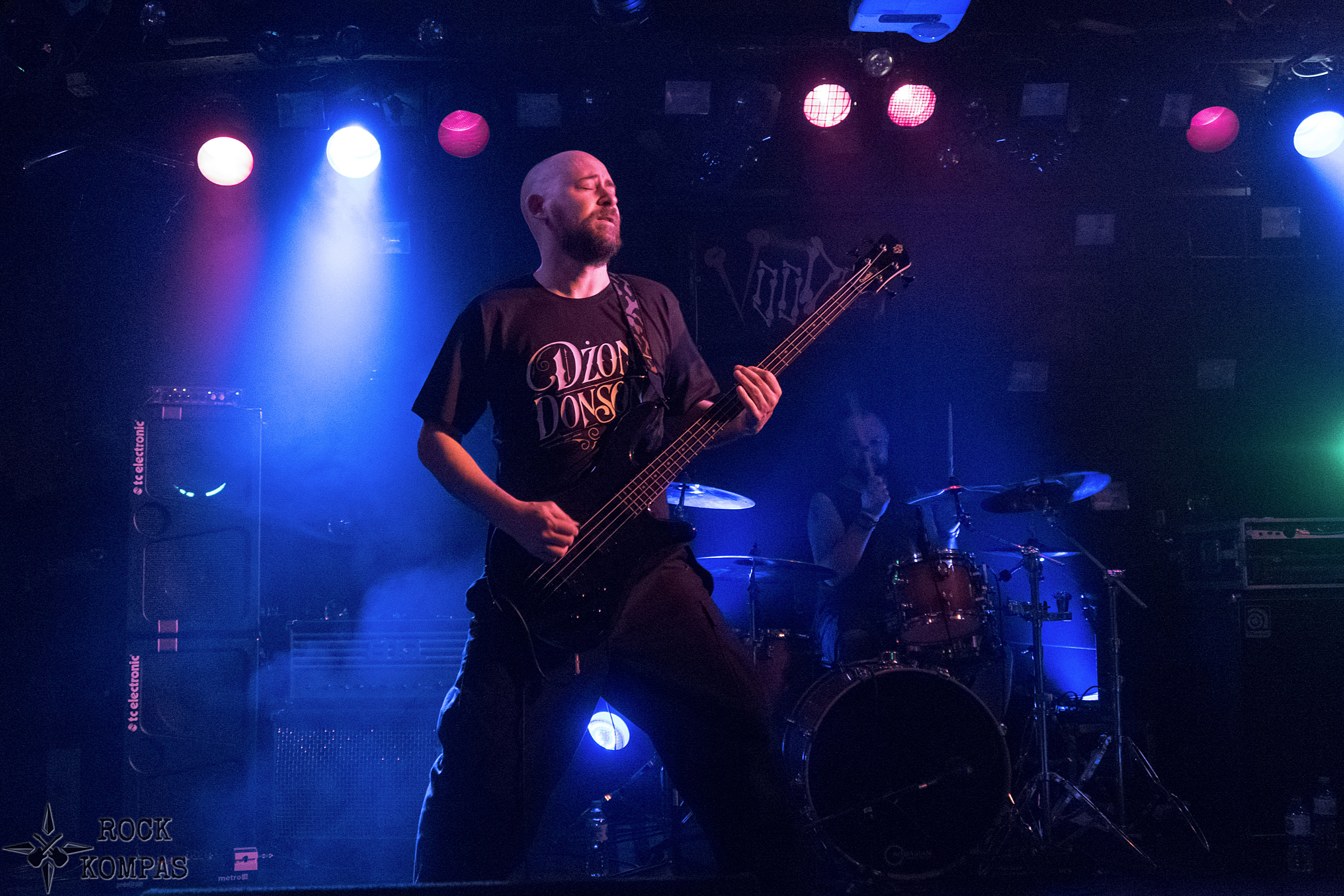
Sebastian Górski (Orbita Wiru)

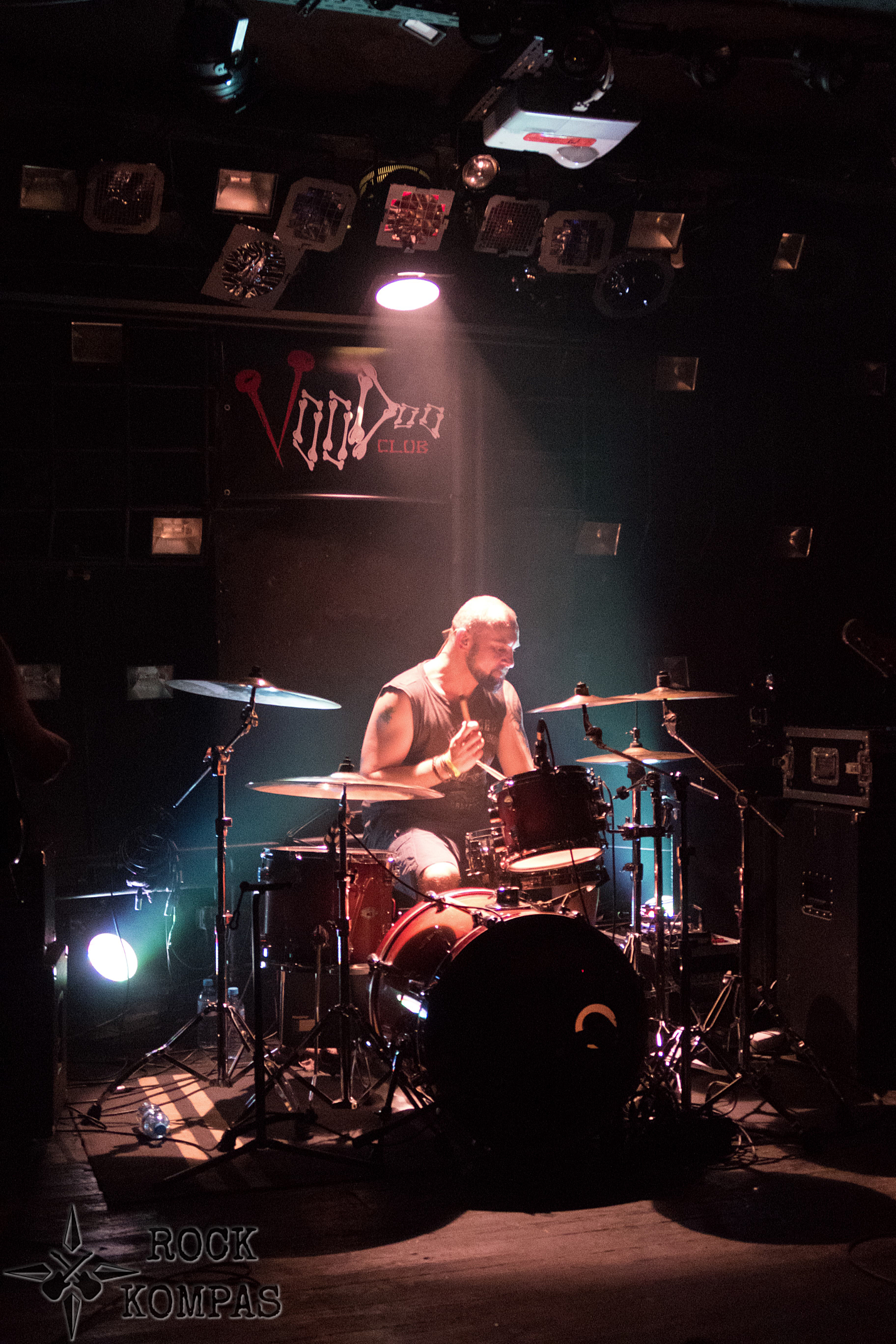
Maciej Walencik (Orbita Wiru)

Orbita Wiru – zespół muzyczny z Warszawy stworzony w 1999 roku przez Tomasza Serwatko (gitara, wokale), Sebastiana Miecznika i Łukasza Kustrę. Początkowo muzyka formacji oscylowała na pograniczu rocka alternatywnego i metalu. Późniejsze brzmienie zaczęło nawiązywać bardziej do tradycji hipisowskich i czystego rocka, jednocześnie nie stroniąc od mocniejszych riffów i szybszych rytmów.

## Historia zespołu

### Lata 1999-2004
Orbita Wiru została powołana do życia w 1999 roku, po odejściu Tomasza Serwatko z zespołu Kairos i zakończeniu działalności formacji Pigfish. W pierwszym składzie zespołu znaleźli się gitarzysta Sebastian Miecznik i były perkusista formacji Pigfish, Łukasz Kustra. We wrześniu 2001 roku Orbita Wiru nagrywała w olsztyńskim studio nagraniowym "Selani". W trakcie dwóch sesji pod czujnym okiem realizatora Szymona Czecha, zarejestrowano w sumie 8 utworów na debiutancką (nieoficjalną) płytę zatytułowaną Pierwszy krzyk. W nagraniach wziął udział basista Marcin Kleiber (Geisha Goner, Pigfish, Doda), ale do stałego składu po wyjściu ze studia dołączył Rafał Czapliński.
W marcu 2002 roku Orbita Wiru wystąpiła w popularnym programie telewizyjnym Rower Błażeja. Po koncercie na imprezie Rockfront Piknik w Skarżysku-Kamiennej zespół zdobył wyróżnienie publiczności. Wygrał też główną nagrodę na przeglądzie rockowym PEPE w Piasecznie. W czerwcu podpisano umowę z Universal Music Polska na nagranie dwóch utworów ("Hard to believe", "Złudzenia"), które znalazły się wydanej przez wytwórnię składance Nowa Energia Vol. 2. W lipcu Orbita Wiru wystąpiła w konkursie na Festiwalu Rockowym Węgorzewo. W sierpniu formacja zaliczyła koncerty w ramach Slot Art Festival w Lubiążu oraz Fama Rock Festival w Iławie.
W październiku zespół dołączył do trasy koncertowej Acid Drinkers - Acidofilia Tour, a tuż po niej w listopadzie ponownie wszedł do studia Selani w celu rejestracji materiału na drugą (nieoficjalną) płytę zatytułowaną Stado. Przy okazji powstał teledysk do utworu "Hard to Believe", który w formie bonusu został dołączony do składanki Universal Music Polska Nowa Energia Vol. 3 - Reinkarnacja. Orbita Wiru zawitała ponownie do Roweru Błażeja, a także pojawiła się w programach Wroński Beat i Hołdys Guru Limited.
W 2003 roku zespół ponownie spróbował swoich sił w konkursie na Festiwalu Rockowym Węgorzewo. Następnie wystąpił na Festiwalu Rockowe Ogródki 2003 w Płocku, gdzie zdobył główną nagrodę. Zaliczył też występ w telewizyjnym programie Kuba Wojewódzki. W tym okresie w składzie Orbity Wiru nastąpiły zmiany personalne. Stanowisko perkusisty objął Paweł Sawicki (Insomnia), a nowym basistą został Robert Kocoń (Myopia). W 2004 roku dwa utwory zespołu ("Stado", "Breed") umieszczono na składance NuN wydanej przez Universal Music Polska.

### Lata 2005-2009
Jednym z bardziej niecodziennych koncertów Orbity Wiru w historii działalności zespołu był występ na dziedzińcu zakładu karnego o zaostrzonym rygorze w Zamościu, który odbył się w maju 2005 roku. Następnie formacja zagrała ponownie na Festiwalu Rockowym Węgorzewo oraz pojawiła się na festiwalu Hunter Fest 2005 w Szczytnie. W tym okresie utwór "Hard to Believe" trafił na kolejną składankę (Antyidol) wydaną przez Universal Music Polska. Jeszcze w tym samym roku Orbita Wiru weszła do olsztyńskiego studia X, gdzie pod okiem Szymona Czecha rozpoczęto nagrywanie sześciu nowych utworów na oficjalny debiutancki album. 
W 2006 roku zespół ponownie zagrał na festiwalu Hunterfest i borykał się z kolejnymi zmianami personalnymi. Orbitę Wiru postanowił opuścić współzałożyciel i gitarzysta, Sebastian Miecznik. Do składu wrócił za to basista, Rafał Czapliński. W sierpniu zdecydowano się na jednodniową sesję w studiu X w Olsztynie, gdzie w trzyosobowym składzie nagrano akustyczną wersję utworu "Hard to Believe" zatytułowaną "Hard to be a Flamenco player". To ona ostatecznie zamknęła pierwszą płytę Wiru Sfera, która zadebiutowała na rynku 23 października 2006 roku. Wydano ją w barwach Serwat Art Factory (SAF) założonej przez Tomasza Serwatko, po rozwiązaniu niesatysfakcjonującego kontraktu z Universal Music Polska. Do zespołu dołączył też drugi gitarzysta, Kacper Klonowski.
Na wiosnę 2007 roku Orbita Wiru wraz z zespołami Carnal i So I Scream ruszył w trasę Hellride 3 Tour, odwiedzając kilka polskich miast i promując nowe albumy. W międzyczasie nastąpiła zmiana na stanowisku perkusisty i do składu dołączył Maciej Walencik. We wrześniu zespół został zaproszony na jubileuszowy koncert na festiwalu Rockowe Ogródki w Płocku. Tuż po nim formacja zamknęła się w sali prób aż do maja 2008 roku, przygotowując materiał na drugi album. Sesja nagraniowa ponownie odbyła się w studiu X w Olsztynie. Relikwiat, druga oficjalna płyta Orbity Wiru ostatecznie ukazuje się 12 stycznia 2009 roku. Do promującego ją utworu "Moja mała furia" został nakręcony teledysk w reżyserii Kamelki Zduńczyk (MTV). Piosenka dotarła do pierwszego miejsca na Turbo Top - liście przebojów Antyradio.
W kwietniu 2009 roku Orbita Wiru została zaproszona do telewizyjnego show Hit-Generator, w którym awansując w kolejnych odcinkach została uhonorowana statuetką Super Hitu. Zespół zaprezentował utwory "Moja mała furia" oraz "Choose like Zinedine Zidane". Po sukcesie telewizyjnym zespół zaangażowano do reklamy telefonii komórkowej. W lipcu nastąpiła zmiana na stanowisku basisty, którym został Jacek Wiśniewski. W nowym składzie zespół wystąpił jako gwiazd koncertu w ramach Karuzeli Kultury w Świnoujściu oraz na  festiwalu Hunterfest 2009. Ostatecznie formację zdecydował się opuścić drugi gitarzysta, Kacper Klonowski. Już w trzyosobowym składzie Orbita Wiru koncertowała min. z zespołem Ocean, równolegle pracując nad nowym materiałem na kolejny album.

### Lata 2010-2020
Nagrania do kolejnego albumu rozpoczęły się 10 kwietnia 2010 roku w studiu Kopalnia pod okiem Grzegorza Jędracha (Goya). Prace nad materiałem przeciągnęły się i ostatecznie płyta My Maszyny wyszła  dopiero 13 maja 2013 roku. Patronat nad płytą objęło Antyradio, a do utworów "DNA", "My Maszyny" oraz "Piekłoraj" powstały teledyski. Po okresie promocji płyty i zagraniu kilku koncertów nastąpił martwy okres, w którym zespół mało koncertował i zamknięty w sali prób przygotowywał nowy materiał. W kwietniu 2017 Orbita Wiru wróciła do koncertowania. Ukazały się teledyski do nowych utworów "Będzie Lepiej" i "Stop Złość". W styczniu 2018 po nagraniu partii instrumentalnych zespół opuścił Jacek Wiśniewski, a stanowisko basisty objął Sebastian Górski (Testor, Wrinkled Fred). W tym składzie zespół kontynuował nagrywanie nowej płyty.
W lutym 2020 roku ukazał się czwarty album Orbity Wiru zatytułowany Hipis 2020, a patronat nad nim objęło ponownie Antyradio. Płyta zawiera 13 utworów, m.in. cover zespołu Voo Voo "Nim stanie się tak", który zaczął piąć się w górę na liście Turbo Top. Zaraz po premierze zespół rozpoczął prezentowanie materiału z płyty na koncertach. Teledysk do utworu Hipis zrealizował Jan Walencik.

## Dyskografia
| Rok  | Tytuł                                                                                                 |
| ---- | --- |
| 2001 | Pierwszy Krzyk - Data: 2001 - Wydawca: brak (wydanie własne)                                          |
| 2003 | Stado - Data: 2003 - Wydawca: brak (wydanie własne)                                                   |
| 2006 | Wiru Sfera - Data: 23 października 2006 - Wydawca: Serwat Art Factory - Dystrybucja: Fonografika      |
| 2009 | Relikwiat - Data: 12 stycznia 2009 - Wydawca: Serwat Art Factory - Dystrybucja: Metal Mind Production |
| 2013 | My Maszyny - Data: 13 maja 2013 - Wydawca: Serwat Art Factory - Dystrybucja: Rockers Publishing       |
| 2020 | Hipis 2020 - Data: 20 lutego 2020 - Wydawca: Serwat Art Factory - Dystrybucja: Serwat Art Factory     |

| Rok  | Tytuł           | Pozycja na liście |
| Rok  | Tytuł           | Turbo Top         |
| ---- | --------------- | ----------------- |
| 2009 | Moja mała Furia | 1                 |
| 2009 | Demons Away     | 1                 |
| 2013 | D.N.A.          | 3                 |
| 2014 | Piekłoraj       | 6                 |